# Isabel Fernández Delgado
Isabel Fernández Delgado (Linares, Jaén, 16 de agosto de 1979) es una matemática e investigadora española.

## Biografía y trayectoria
Estudió matemáticas en la Universidad de Granada y al licenciarse recibió el Premio Fin de Carrera de la universidad Mención Especial Premios Fin de Carrera Nacionales. Se doctoró en el año 2006 con la tesis Superficies maximales con singularidades aisladas.
Realizó varias estancias internacionales, en Brasil en el Instituto de Matemática Pura e Aplicada de Río Janeiro (IMPA) y en Francia en el Instituto de Matemáticas de Jussieu (París VII). En España trabajó en la Universidad Politécnica de Cartagena, en la Universidad de Murcia con un contrato Juan de la Cierva, en la Universidad de Extremadura como ayudante y en 2007 entró en el Departamento de Matemática Aplicada I de la Universidad de Sevilla donde es profesora titular desde 2010.
Participa en conferencias nacionales e internacionales y en 2010 se convirtió en la primera mujer española en la historia invitada como conferenciante al Congreso Internacional de Matemáticos (ICM), considerada la reunión de matemáticos más relevante a nivel mundial, celebrada en Hyderabad (India) ese año.

### Investigación
Acudió al ICM tras ser seleccionado su trabajo de investigación -realizado con Pablo Mira- como representantes de los avances realizados durante cuatro años. Su investigación trata sobre el estado de la teoría de un tipo de superficies denominadas técnicamente "superficies de curvatura media constante". Estudian las superficies que tienen propiedades que las hacer ser especiales, centrándose en ver cuánta energía gastan esas superficies. Buscan las que tienen energía mínima como ocurre en las películas de jabón, por ejemplo. El jabón se distribuye formando una película que tiene precisamente esa propiedad, la de energía mínima. Sus aplicaciones, por ejemplo en arquitectura, se precisa menor cantidad de material y de este modo resulta más económico en las obras.
Su campo de investigación es el análisis geométrico y su actividad investigadora se desarrolla en diferentes proyectos, entre otros:
- Superficies y ecuaciones en derivadas parciales geométricas
- Problemas variacionales en Geometría
- Red Española de Análisis Geométrico

Tiene una veintena de artículos publicadas con factor de impacto indexados en JCR, 7 de ellos en el primer cuartil (Q1).

### Divulgación
Colabora en actividades de divulgación científica como M^4: Mujeres Matemáticas Martes de Marzo y pertenece al equipo de la obra de teatro científico: Científicas, presente, pasado y futuro, un proyecto de representación teatral para dar visibilidad a las mujeres que lucharon a lo largo de la historia por hacerse un hueco en los campos científicos y de investigación. Isabel Fernández interpreta a la filósofa, astrónoma y matemática Hipatia junto a sus compañeras científicas: María José Jiménez Rodríguez (Hedy Lamarr), Clara Grima Ruiz (Rosalind Frankiln), Mª Carmen Romero Ternero (Ada Lovelace) y Adela Muñoz Páez (Marie Curie). Explican en palabras sencillas los logros y las dificultades que tuvieron en sus vidas estas científicas, además de rendirles un homenaje e incentivar al público escolar de 8 a 14 años a que se animen a estudiar ciencias y seguir una carrera científica. Por este trabajo recibieron varios premios.

### Membresías
Fernández Delgado perteneció a la comisión científica de la Real Sociedad Matemática Española (RSME) Y también a su Junta de Gobierno. 
Fue miembro de diversos jurados científicos tales como los Premios de Investigación Matemática Vicent Caselles de la RSME y la Fundación BBVA (FBBVA) o para otorgar las Becas Leonardo a investigadores y creadores culturales de la FBBVA. También forma parte de la Comisión Académica del Máster en Matemáticas de la Universidad de Sevilla.

## Premios y reconocimientos
- 2012: Premio Jóvenes Investigadores de la Real Academia Sevillana de las Ciencias y la Real Maestranza de Caballería de Sevilla.[13]

Por su trabajo de divulgación e integrante de  Científicas, presente, pasado y futuro, el equipo recibió varios premios:
- 2018: Premio del concurso internacional Ciencia y acción.[14]
- 2018: Premio Universidad de Sevilla a la divulgación científica.[15]
- 2017: Premio Equit@t 2017 de la Universitat Oberta de Cataluña.[16]